# Theodore Long
Theodore Robert Long (15 de setembre de 1955 -), també conegut com a Teddy Long, és un entrenador de lluita lliure professional, àrbitre i Mànager General nord-americà, que treballa a la marca de SmackDown! de l'empresa World Wrestling Entertainment (WWE) des del 1988. Long és el Mànager General de SmackDown! des de l'abril del 2009.